# Cumbe (romance gráfico)
Cumbe é um romance gráfico escrito e desenhado por Marcelo D'Salete, que conta a história de luta de negros escravizados no  período colonial brasileiro. A palavra cumbe tem origem no quimbundo e pode significar sol, chama ou fogo. O álbum foi lançado em 2014 pela Editora Veneta e relançado em 2018, fruto de uma pesquisa sobre o Quilombo dos Palmares iniciada pelo autor em 2006.
D'Salete foi indicado ao Troféu HQ Mix 2015 nas categorias Desenhista Nacional, Roteirista Nacional e Edição Especial Nacional por Cumbe.
Em 2017, D'Salete publicou um romance gráfico sobre o Quilombo dos Palmares, intitulado Angola Janga, publicado pela Editora Veneta, financiado através do ProAc.
A edição norte-americana de Cumbe, traduzida para o inglês como Run for It, venceu o prêmio Eisner de melhor edição americana de material estrangeiro em 2018.